# Dave Mulligan
David James Mulligan (Liverpool, 1982. március 24.) angol születésű új-zélandi válogatott labdarúgó, aki jelenleg a Waitakere United játékosa.

## Sikerei, díjai

### Klub
- Waitakere United
  - Új-zélandi bajnok: 2012-2013

### Válogatott
- Új-Zéland
  - OFC-nemzetek kupája: 2008